# COPS8
La subunidad 8 del complejo del signalosoma COP9 es una proteína que en humanos está codificada por el gen COPS8 .
La proteína codificada por este gen es la más pequeña de las ocho subunidades del signalosoma COP9, un complejo proteico altamente conservado que funciona como un regulador importante en múltiples vías de señalización. La estructura y función del signalosoma COP9 está relacionada con la de la partícula reguladora 19S del proteasoma 26S. Se ha demostrado que el signalosoma COP9 interactúa con las ubiquitina ligasas E3 de tipo SCF y actúa como un regulador positivo de las ubiquitina ligasas E3. Alternativamente, se han observado variantes de transcripciones empalmadas que codifican distintas isoformas.